# 上新河岸
上新河岸（かみしんがし）は、埼玉県川越市の大字。旧入間郡上新河岸村。郵便番号は350-1135。

## 地理
川越市の東南部に位置し、西部及び北部を砂、南部及び新河岸川を跨いだ東側を下新河岸と接している。東辺を新河岸川が流れている。新河岸川に沿った低地にあたり、住宅地として利用されている。中央部を埼玉県道336号今福木野目線が南から西に鈎字型に貫いている。川越線南古谷駅および東武東上線新河岸駅が徒歩圏内となる。南古谷駅には県道336号線が、新河岸駅には下新河岸地内で県道から西に分岐する陣屋通り（旧まるひろ通り）が最短経路となる。地内にはかつて船問屋だった旧家も存在している。

### 河川
- 新河岸川 - 東辺を南流している一級河川。かつては川越五河岸のひとつ、上新河岸が設置され、水運に利用された。旭橋が架けられている。この場所にかつて新河岸橋という長さ8間の板橋が架けられ、破損の際には牛子・南田島・木野目・並木・小中居・大中居・高島・八ツ島・古谷本郷・古谷の10ヶ村で修理を行ったが、費用は公から出たといわれる[6][7]。

## 歴史

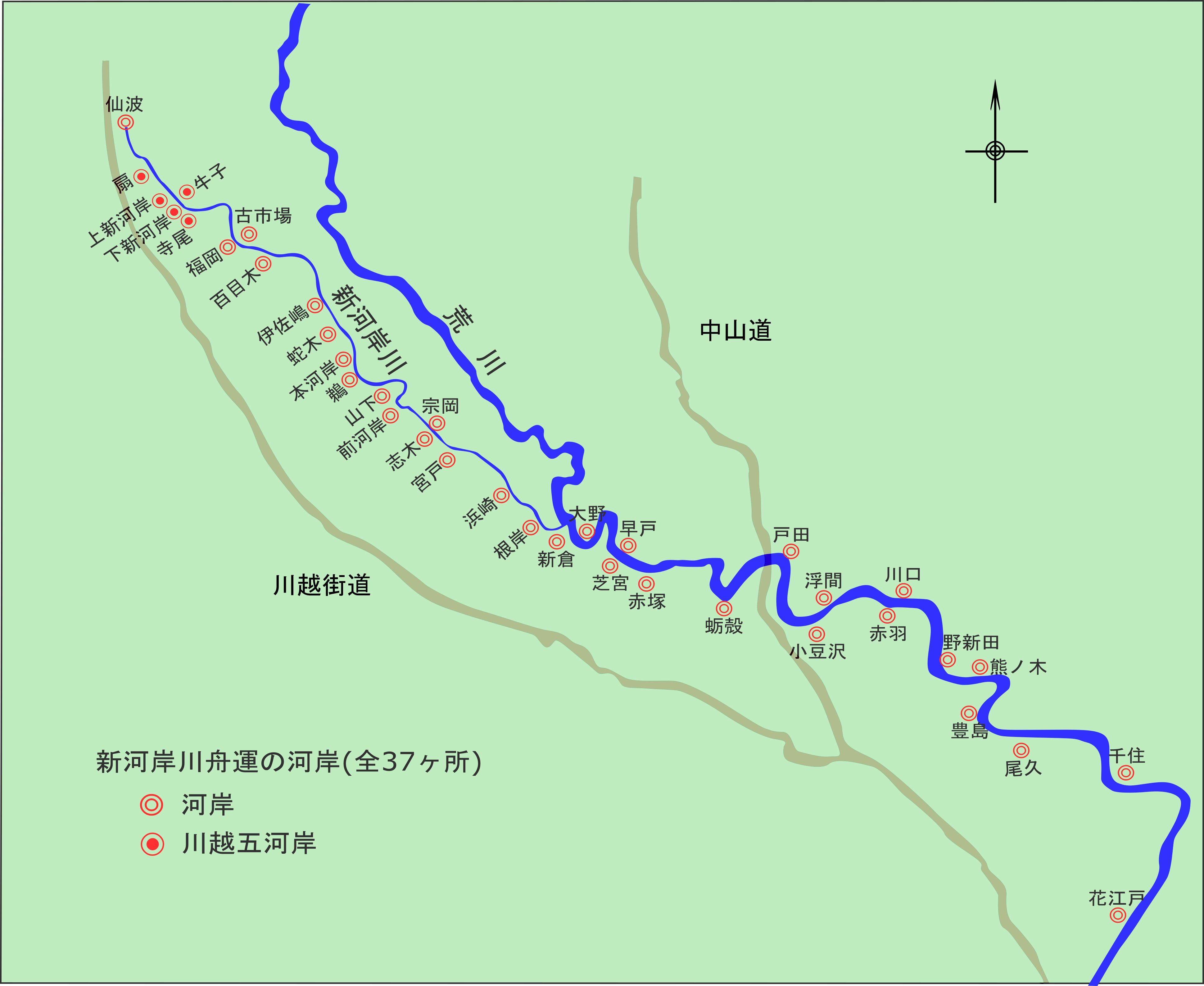
荒川・新河岸川の河岸場

古くは三芳野郷仙波庄に属した。江戸時代以前は寺尾村領であり、諏訪右馬亮の居城跡のあったところだが荒廃し、江戸時代・正保から元禄の間に再び開発された。河岸は正保4年（1647年）川越藩初代藩主・松平信綱の時に取り立てられた。慶安元年（1648年）の検地の際に記された水帳には新河岸とのみ記されていたが、元禄6年（1693年）の検地における水帳に初めて上新河岸・下新河岸に分けて記載された。寛文2年（1662年）に造られた石地蔵の光背に、澤田甚右衛門尉がこの河岸を開いた経緯を彫っている。ただし高札場は上下新河岸共同のものが下新河岸村の中央に設けられた。南北50間、東西2町に満たない小村だったと伝えられる。河越城付の村であり領主は代々川越藩主が就いた。享保16年（1731年）、川越五河岸問屋株公認の際の問屋は6軒、安永3年（1774年）の株仲間結成時の軒数は8軒だった。また、安政6年（1859年）には船数が22艘を数えている。明治時代に入って1889年（明治22年）4月1日の町村制施行に伴い、上新河岸村は下新河岸村・砂村・砂新田村・扇河岸村・寺尾村・藤間村と合併し高階村の大字のひとつとなった。1876年（明治9年）の人口は97人。新河岸川の水運は1931年（昭和6年）に改修工事の終了及び埼玉県からの通船停止令の発令により廃止され、五河岸全てが廃止された。1955年（昭和30年）4月1日、高階村は川越市に編入され、上新河岸は川越市の大字のひとつとなった。

## 世帯数と人口
2017年（平成29年）10月1日現在の世帯数と人口は以下の通りである。
| 大字     | 世帯数 | 人口  |
| -------- | ------ | ----- |
| 上新河岸 | 87世帯 | 206人 |

## 小・中学校の学区
市立小・中学校に通う場合、学区は以下の通りとなる。
| 番地 | 小学校             | 中学校           |
| ---- | ------------------ | ---------------- |
| 全域 | 川越市立高階小学校 | 川越市立砂中学校 |

## 交通

### 鉄道
地内に鉄道は敷設されていない。東武東上線・新河岸駅が最寄駅になる。

### バス
- 川越市コミュニティバス「川越シャトル」（東武バスウエスト川越営業事務所に運行委託）41系統 - 旭橋西バス停が南部に所在している。（南古谷駅方面のバス停のみが上新河岸地内）

### 道路
- 埼玉県道336号今福木野目線 - 中央部を南から西へ鈎形に貫いている。

## 史跡
- 上新河岸跡
- 諏訪右馬亮城跡[13]（現存せず）

## 施設
地内は住宅と畑、および新河岸川の河川区域で占められており、特にこれといった施設は存在しない。